# Ulrike Weichelt
Ulrike Weichelt (Dresden, 25 de febrer de 1977) és una ciclista alemanya que s'especialitzà en la pista concretament en els 500 metres contrarellotge. El 1999 guanyà una medalla de bronze al Campionat del Món en pista dels 500 metres i el 2000 va prendre part en els Jocs Olímpics d'Estiu de Sydney.

## Palmarès
- 1997
  -  Campiona d'Alemanya en 500 m contrarellotge
- 1998
  -  Campiona d'Europa sub-23 en 500 metres contrarellotge
  -  Campiona d'Alemanya en 500 m contrarellotge
- 1999
  -  Campiona d'Europa sub-23 en 500 metres contrarellotge
  -  Campiona d'Alemanya en 500 m contrarellotge